# タトラR1
タトラR1は、かつてチェコスロバキア（現：チェコ）のプラハに存在したČKDタトラが製造した小規格の地下鉄用電車。プラハに開通予定の地下鉄（プラハ地下鉄）向けに開発されたが、建設方針の転換により実際に導入される事はなく、実験線での試験走行のみに終わった。この項目では、発展型車両として開発されながらも同じく実用化されなかったタトラR2についても解説する。

## 開発までの経緯
チェコスロバキア（現：チェコ）の首都であるプラハでは19世紀末期から幾度も地下鉄の建設に関するプロジェクトが提案されていたが、資金難や技術力の問題から実現する事はなかった。だが、第二次世界大戦後は公共交通機関や自家用車の本数増加が続き、交通状況の悪化が深刻な状況に陥っていた。その事態を打破するため、チェコスロバキア政府は1965年にプラハ市内に地下鉄（プラハ地下鉄）を建設する議案を採決した。
当初、この地下鉄路線は従来の路面電車（プラハ市電）を高規格化し、車両限界はそのままに地下区間や高架区間を建設するという方針で建設が行われ、ヴルタヴァ川を跨ぐ橋梁も路面電車車両に適した規格で作られ始めた。車両についてもソビエト連邦からの配給や海外の電車のライセンス生産など様々な案が出された結果、プラハ市電を始め東側諸国に向けて多数の路面電車車両（タトラカー）を生産していたČKDタトラが開発する事となった。そして、アントニン・ホンジク（Antonín Honzík）率いるプロジェクトチームによって設計された地下鉄車両がR1である。

## 概要
R1の設計にはČKDタトラのスミーホフ工場で生産されていた路面電車車両の構造が用いられており、車体は鋼材に加えてアルミニウムやグラスファイバーを用いることで軽量化を図った。ただし当初の設計は防火の面で難があり1971年に改良が行われたが、その分重量は増加した。車体形状は数多くの路面電車車両を手掛けたインダストリアルデザイナーのフランティシェク・カルダウスが担当し、最先端の電車を意識した流線型のデザインが取り入れられた。基本編成は片運転台の車両を繋いだ2両編成であったが、先頭下部に設置された半自動連結器や電気連結器を用いる事で複数の編成を繋いだ総括制御による連結運転も可能であった。
車内には革張りのクロスシート（2人掛け）が設けられ、高温時には開閉可能な窓からの自然換気や天井にある換気扇を用いた強制換気、低温時には強制換気および抵抗器の排熱を利用した暖房によって車内の温度が保たれる構造となっていた。車内の照明には蛍光灯が用いられた。運転士による速度制御は右手で操作するハンドルによって行われ、車庫での低速運転時（M）、始動時（S）、高速運転時（P）の3段のノッチが設けられていた。
各車体には2台のボギー台車（動力台車）が設置されており、軸ばねや枕ばねにはコイルばねが用いられた。主電動機（84 kW、375 V）は車軸と平行に2基ずつ設置され、短い継手を介して動力を伝達するWN駆動方式が用いられた。制動装置には電空併用ブレーキが搭載されており、最高速度10 km/hまでは電気ブレーキが、それ以下の速度では空気ブレーキが自動的に作動するようになっていた。また、台車には機械式ディスクブレーキや非常時のばね式ブレーキが設置され、後者は45°の急坂に停車した際にも車両が動かないよう強固な設計がなされた。
- 前面
- 車内
- 運転台

## 試験

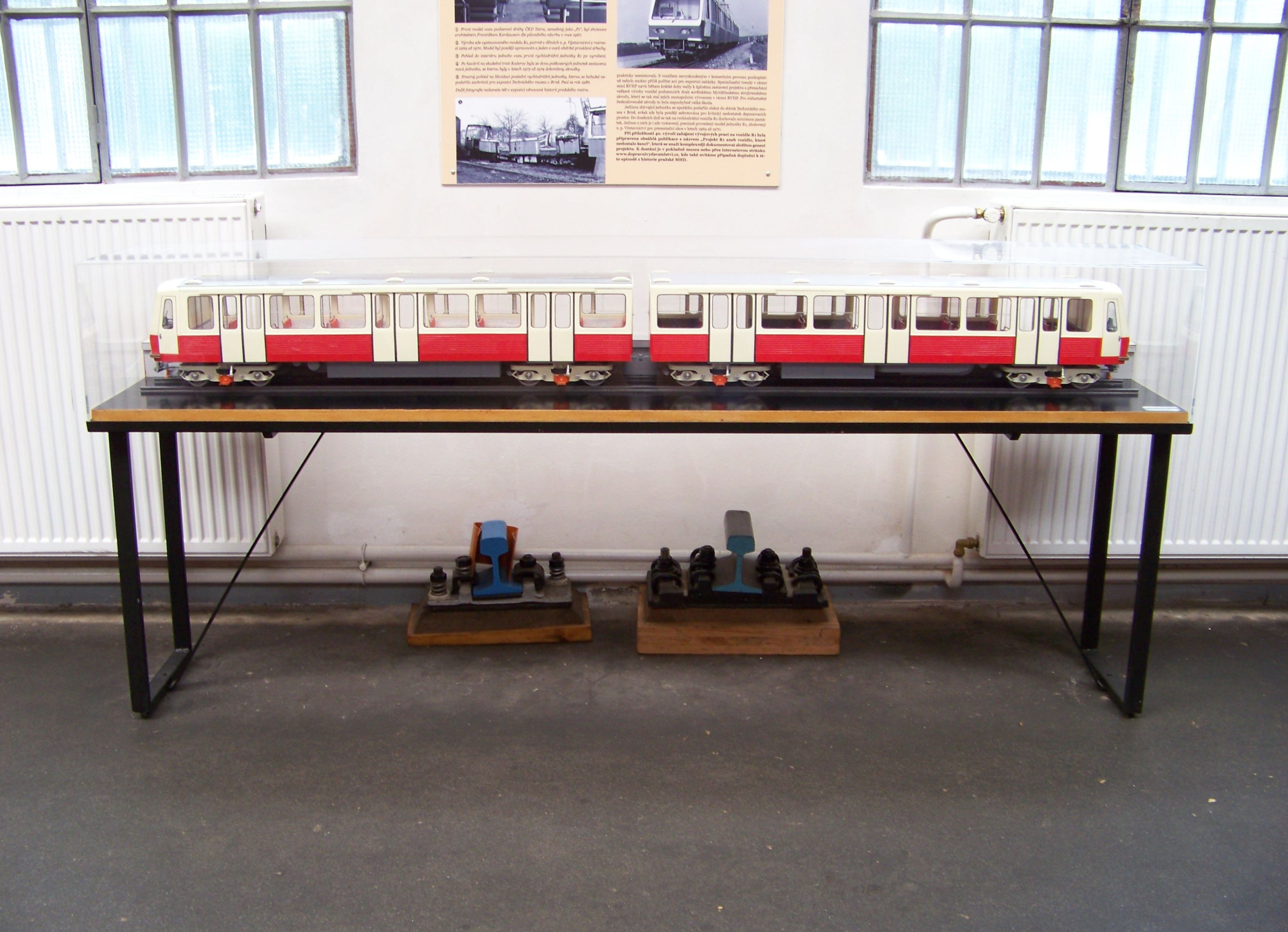
タトラR1の模型

1970年から1971年にかけて2両編成2本の試作車が完成したタトラR1であったが、その1971年にチェコスロバキア政府はソビエト連邦から派遣された専門家からの意見に基づいてプラハの地下鉄建設に関する方針を転換し、ソ連の地下鉄と同じ大型規格での建設を決定した。そして車両についてもソ連のムィティシ機械製造工場（現：メトロワゴンマッシュ）から導入する事とした。そのためR1は製造と同時に導入先を失う結果になったが、ČKDタトラの判断により以降も各地の実験線での試験が継続された。
その後は自動列車運転装置の実験や連続運転に加え、負荷や機器の過熱など様々な条件下での試験を重ねられ、そこで示された欠陥の改善が実施されていった。タトラR1は第三軌条での運用を前提としていたが、その設備がないヴェリム鉄道試験線（ŽZO Cerhenice）では架線からの集電のため連結面側に菱形パンタグラフが増設された。その一方で1972年1月14日には運転士の居眠りによる試作車同士の衝突事故が起き、破損した2両は解体され、残りの2両は新たな編成を組み以降の試験に用いられた。
だが、結局導入する都市や地下鉄は1箇所も現れず、タトラR1は1度も営業運転に使用されないまま放置された末に解体された。路面電車規格で建設された橋梁やトンネルの改良を含めた建設工事が完了し、ソ連製の電車・Echs形によってプラハ地下鉄の営業運転が始まったのは1974年5月9日である。

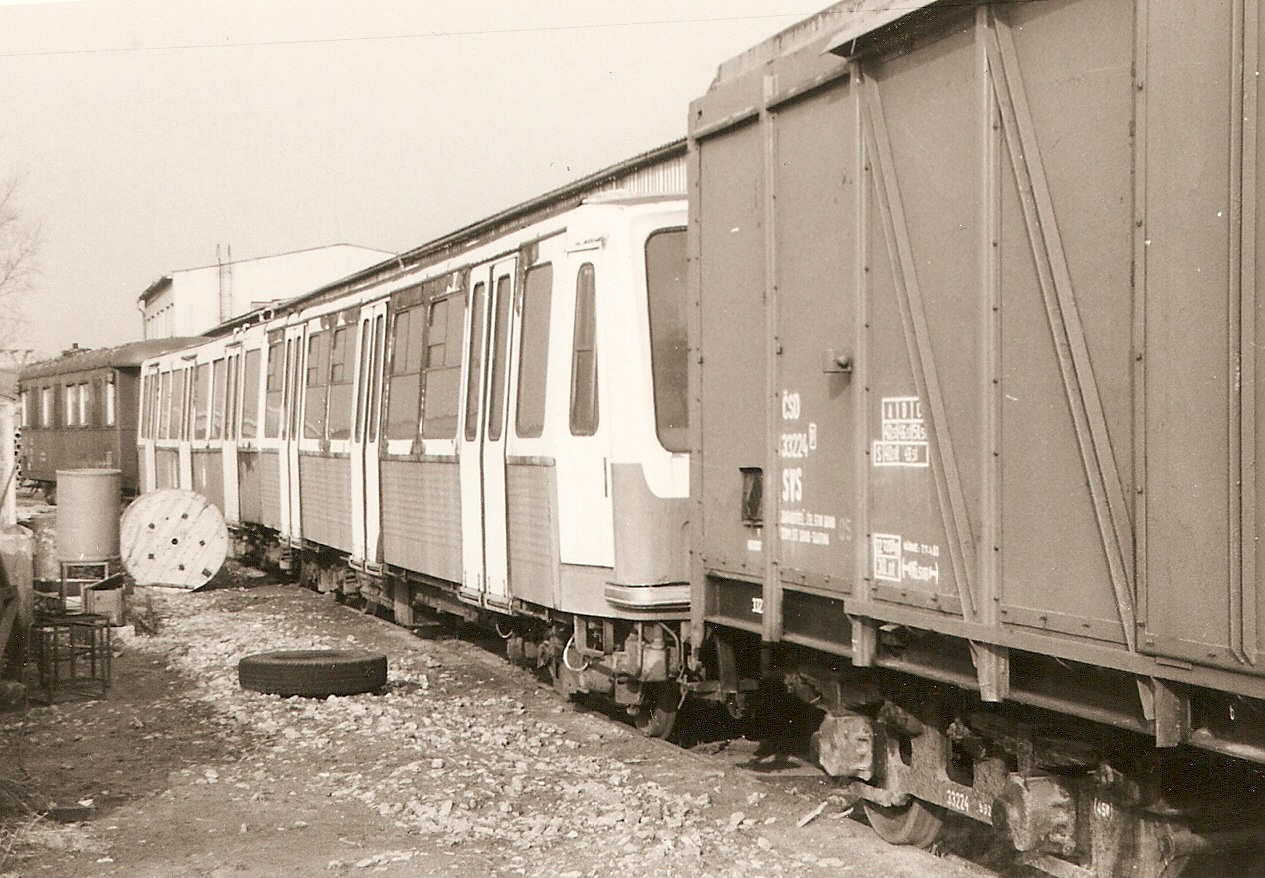
屋外に放置され老朽化が進んでいたR1（1984年撮影）

## タトラR2
R1を基に開発された、架空電車線方式による集電を前提とした車両。R1と同一の車体デザインを有していたが、集電装置を常時搭載する事から屋根の構造の強化がなされた。1974年までに試作車（2両編成1本）が完成し、ヴェリム鉄道試験線でのテスト走行も実施されたが、チェコスロバキアやソビエト連邦など東側諸国にR2の規格に適した鉄道路線の建設予定は存在せず、更に生産力強化を目的としたスミーホフ工場の拡張も資金不足のため延期され、量産される事はなかった。
1977年にČKDタトラからブルノ技術博物館に譲渡され、1981年には試験線から博物館の用地に運ばれたものの、整備もされず放置された事で荒廃した結果、展示車両の容量確保のため1986年に解体されたため、2020年現在現存しない。

## 参考資料
- Robert Mara (2008). Projekt R1 aneb Vozidlo, které nedostalo šanci. Edice vozidel pražského metra. Dopravní vydavatelství Malkus. ISBN 9788087047088

- Antonín Honzík (1976-1). “Ryohiodrážní vozidlo ČKD typR”. Technické zprávy:  48-51 2020年3月18日閲覧。.

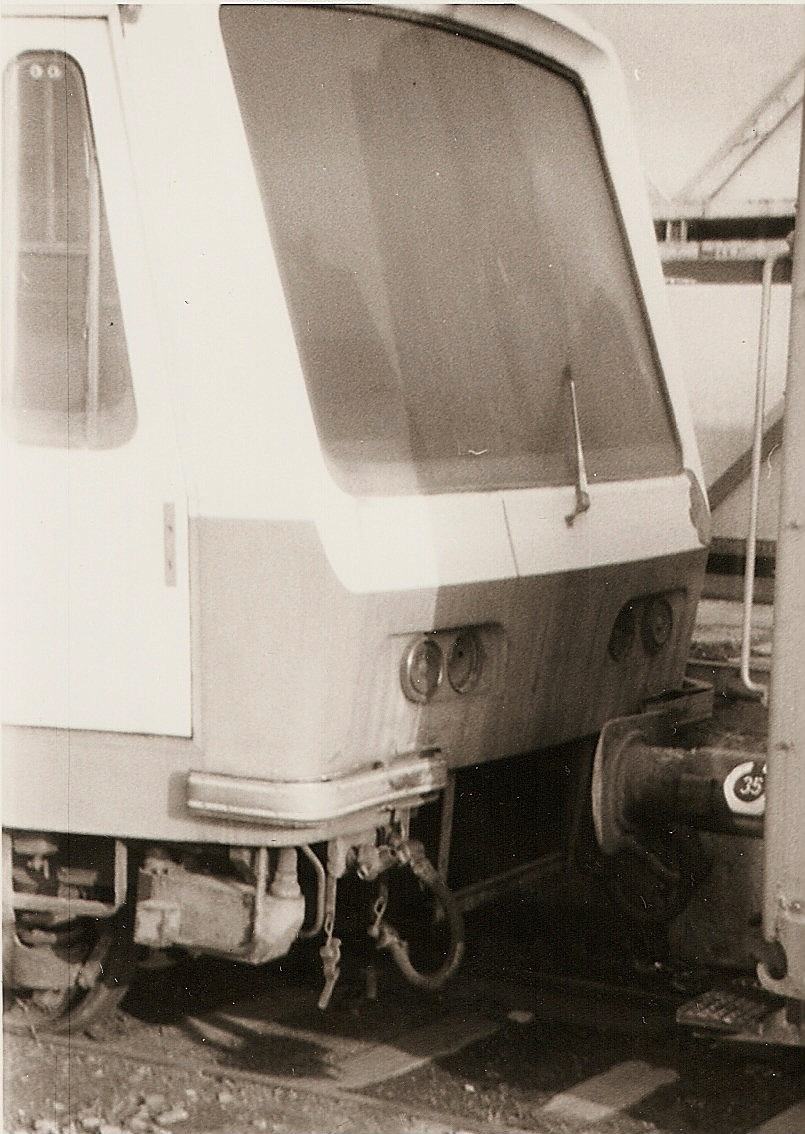
前面
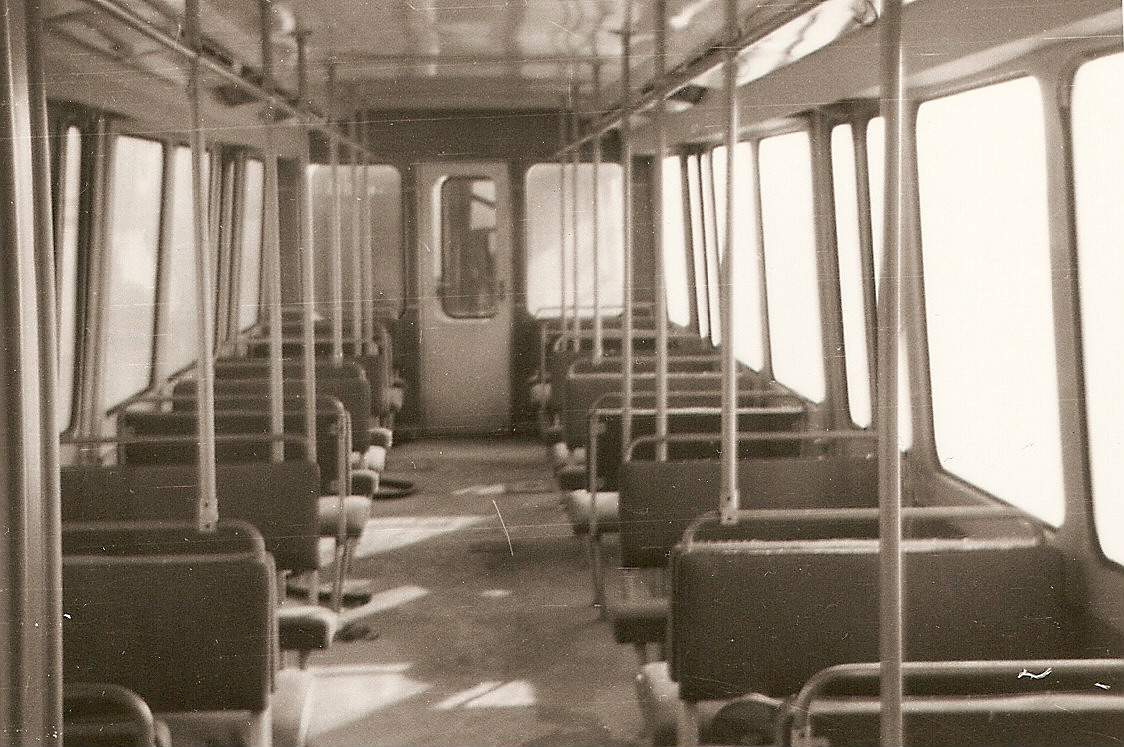
車内
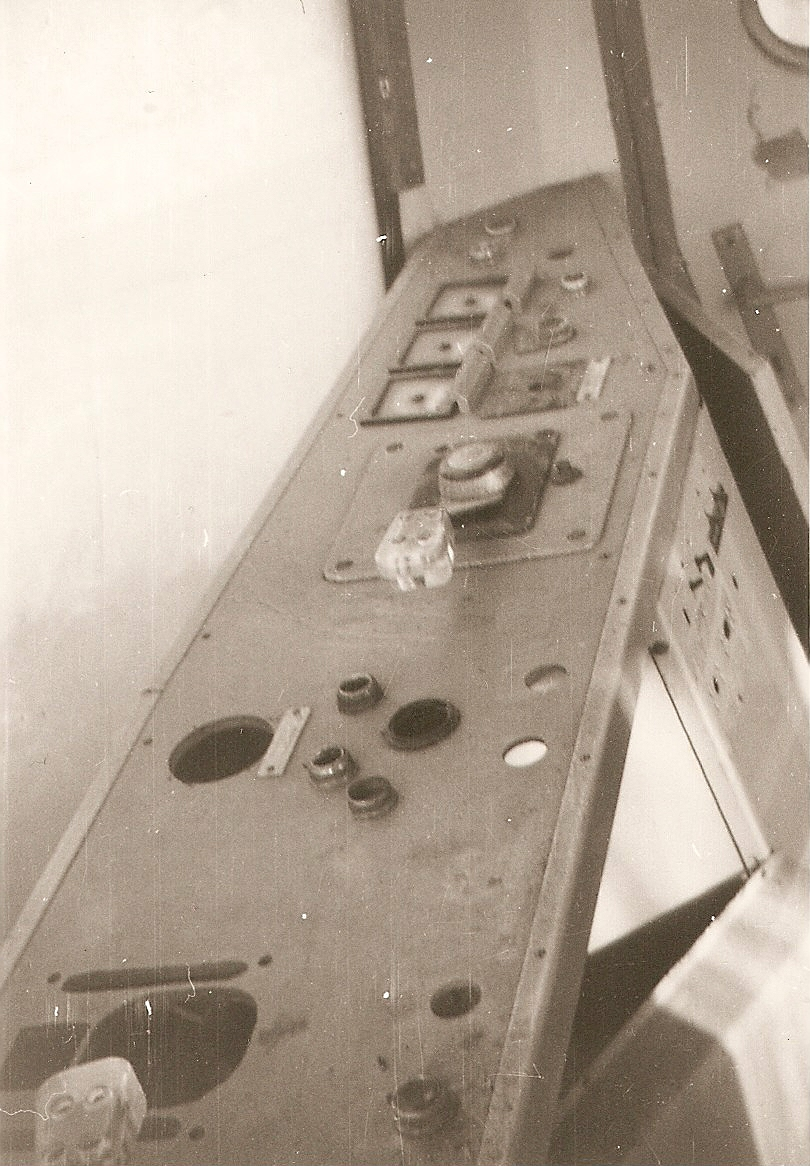
運転台